# Parascopas chapadensis
Parascopas chapadensis är en insektsart som beskrevs av Rehn, J.A.G. 1909. Parascopas chapadensis ingår i släktet Parascopas och familjen gräshoppor. Inga underarter finns listade i Catalogue of Life.